# 刘焕松
刘焕松（1961年12月—2008年1月27日），是中華人民共和國始兴县供电局的一名員工，在修理电网時因意外墜下而殉職。

## 生平
刘焕松在1980年開始在供電局工作，先后供職於七所設於中國大陸的供电所，當中包括始兴县供电局；他的工作表現不俗，曾被評選為「十佳员工」和「始兴县供电局先进工作者」。刘焕松有一名健康情況欠佳的妻子，亦育有一名兒子。
2008年，广东粵北發生雪灾，韶关、清远等城市的輸電系統受到损壞，不少民居停电；电力工人紧急維修損壞的供電設施，多名工人在搶修過程中殉职。在1月27日，韶关市始兴县發生電力故障，有支撐架空電纜的电杆结了冰，电力工人便到場搶修；期間，刘焕松爬上电杆維修，但电杆忽然倒下，他亦墜到地上，送院後經抢救無效而死。
刘焕松被葬於丹凤山革命烈士陵园；他被广东省人民政府追認为「革命烈士」，又獲中华全国总工会追頒「全國五一勞動獎章」。始兴县广播电视台连续一個星期播送刘焕松的事迹，而始兴县方面亦舉行了以「学习刘焕松」為題的征文活動。韶关市总工会派員探望刘焕松遺孀，又承諾向他的家眷提供支援。